# Рюрик Ивнев
Рю́рик И́внев (настоящее имя Михаи́л Алекса́ндрович Ковалёв; 11 [23] февраля 1891, Тифлис, Российская империя — 19 февраля 1981, Москва, СССР) — русский поэт и прозаик, переводчик. Член союза «Председателей земного шара».

## Биография
Родился в Тифлисе 11 (23) февраля 1891 года в революционно настроенной дворянской семье. Отец, Александр Самойлович Ковалёв, был капитаном русской армии и служил помощником военного прокурора Кавказского Военно-окружного суда. Мать, Анна Петровна (урожд. Принц), происходившая из голландского графского рода, после смерти мужа в 1894 году была вынуждена одна воспитывать двоих сыновей, работала в женской гимназии в Карсе, где и прошло детство Ивнева.
В 1900 году он поступил в Тифлисский кадетский корпус, где проучился до 1908 года и познакомился с будущим героем Гражданской войны Павлом Андреевичем Павловым. Также огромное влияние на него оказала сестра матери, эсерка Тамара Принц.
По окончании кадетского корпуса Ивнев поступил на юридический факультет Санкт-Петербургского университета, но вскоре был вынужден перевестись в Москву. Перевод был связан с его сотрудничеством в большевистской газете «Звезда». В 1913 году Ивнев окончил юридический факультет Московского университета. Служил чиновником Госконтроля.
В 1910-х гг. входил в московскую футуристическую группу «Мезонин поэзии».

После победы Октябрьской революции был секретарём наркома просвещения Анатолия Луначарского, организовывал митинги на тему «Интеллигенция и революция». Выступал с речами. Луначарский писал в 1920 году в одном из писем Брюсову: 
… т. Ивнев уже по одному тому, что он буквально в самый день Октябрьской революции явился ко мне с предложением своих услуг по немедленному налаживанию связи между Советской властью и лучшей частью интеллигенции. Потому что он с большим мужеством в один из ближайших к революции дней выступал с горячей защитой, в то время отвергаемой почти всей интеллигенцией, новой власти, заслужил самое внимательное к себе отношение…
Одновременно Ивнев сотрудничал с газетой «Известия ВЦИК», принимал участие в работе IV Чрезвычайного съезда Советов рабочих, крестьянских, солдатских и казачьих депутатов.
В послереволюционные годы Рюрик принимал активное участие в группе имажинистов, подписывал творческие манифесты этой группы.
В 1919 году Ивнев был командирован на юг в качестве заведующего оргбюро агитпоезда им. А. В. Луначарского. Посетил Украину и Грузию. Вернувшись в Москву, в 1921 году возглавил Всероссийский союз поэтов. В этот период началось сближение Ивнева с имажинистами. В их издательстве вышли сборник его стихов «Солнце во гробе» и брошюра «Четыре выстрела в четырёх друзей».
В 1925 году принял участие в составлении сборника воспоминаний о Сергее Есенине в числе других его друзей. В дальнейшем Есенин часто фигурировал в мемуарной прозе Рюрика Ивнева.
До 1931 года Ивнев активно путешествовал от Закавказья до Дальнего Востока, от Германии до Японских островов, в качестве спецкора журналов «Огонёк» и «Эхо» и газеты «Известия». В 1931 году переехал в Ленинград, где приступил к работе над автобиографическим романом «Богема».
В годы Великой Отечественной войны жил в Тбилиси. Работал в газете «Боец РККА». После войны переехал в Москву; активно выпускал свои новые сборники, как поэтические, так и прозаические; переводил с грузинского и осетинского языков.
До последних дней своей жизни Рюрик Ивнев не прекращал работы, активно помогал молодым литераторам. Умер за письменным столом за три дня до своего 90-летия — 19 февраля 1981 года. Похоронен на Ваганьковском кладбище, на Васильевской аллее (уч. 9).

Могила Р. Ивнева на Ваганьковском кладбище в Москве

В советскую литературу Ивнев вошёл в тени имажинистов. Его значение <для западной славистики> как в поэзии, так и в прозе невелико.
— Вольфганг Казак

Всю жизнь Рюрик Ивнев был на службе у времени, а время, казалось, забыло его…
— Н. Леонтьев

## Адреса
- 1915—1919 годы — Петроград, Симеоновская ул., д. 11, кв. 8 (квартира Павловых)[5];
- с 1919 года — Москва, Козицкий переулок (квартира Свирского)[6];
- 1944 год — Тбилиси, ул. Энгельса (ныне — Ладо Асатиани), 6[7]

## Сочинения

### Стихи
- Самосожжение. В 3-х кн., 1913-15
- Пламя пышет. — М.: «Мезонин поэзии», 1913

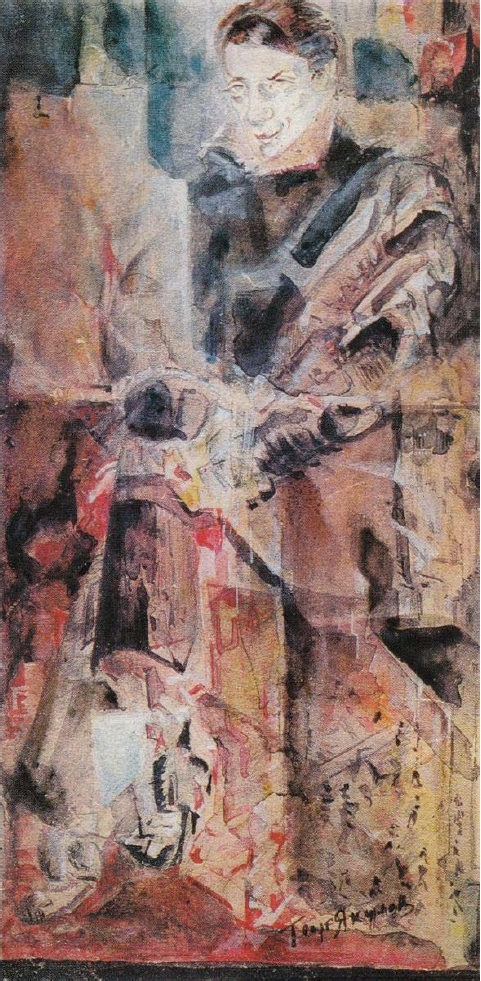
Георгий Якулов «Поэт Рюрик Ивнев» (1922). Национальная галерея Армении

- Рюрик Ивнев и Пётр Эсс. «У Пяти углов». — СПб.: типография «Рекорд», загородный 36, 1913.
- «Золото смерти» Изд. Центрифуга. — М., 1916. Отпечатано в типографии «Автомобилист».
- Самосожжение. — Петроград: Фелана, 1917
- Солнце во гробе. — М.: Имажинисты, 1921. — [27] с. — [25 стихотворений, отобранных Есениным].
- Осада монастыря, 1925
- Моя страна. — Тбилиси: Заря Востока, 1943
- Избранные стихотворения. — Тбилиси: Заря Востока, 1945
- Стихи. — Тбилиси: Заря Востока, 1948.
- Избранные стихи. — Предисл. Корнелия Зелинского. — М.: Художественная литература, 1965. — 202 с.; портр.; 45 000 экз.
- Память и время. — М.: Советский писатель, 1969
- Избранные стихотворения. — М.: Художественная литература, 1974—396 с.
- Часы и голоса. Стихи, воспоминания. — М.: Советская Россия, 1978
- Тёплые листья. — М.: Советский писатель, 1978
- Стихотворения. — М.: Современник, 1982

### Проза
- Юность. Роман. 1912
- Как победить Германию? — Петроград, 1915
- Несчастный ангел. Роман. — Петроград, 1917
- Четыре выстрела в Есенина, Кусикова, Мариенгофа, Шершеневича. Статьи. — М.: Имажинисты, 1921
- Любовь без любви. Роман. — М.: «Современные проблемы», 1925
- Открытый дом. Роман. — Л.: Мысль, 1927
- Герой романа. Роман. — Л.: изд. писателей, 1928
- У подножия Мтацминды. — М.: Советский писатель, 1973
  - У подножия Мтацминды. — М., 1981
- Богема. Роман. — М.: Вагриус, 2006 (издан после смерти писателя)

### Переводы
- Вургун Самед. Стихи и поэмы / Перевод с азербайджанского Б. Серебрякова, В. Наседкина, Р. Ивнева, Б. Брика; Обложка А. Лурье; Портрет работы В. Кроткова. — Тифлис: Закгиз, 1935. — 85 с. — 4000 экз.
- Абашидзе Г. Георгий шестой. — Тбилиси, 1944
- Кучишвили Г. Стихи. — Тбилиси, 1945
- Гулиа Г. Песнь о Сталине. — Сухуми, 1946
- Сборник стихов писателей Юго-Осетии. — Сталинир, 1946
- Октябрь. Сборник стихов поэтов Юго-Осетии. — Сталинир, 1947
- Нарты. Эпос осетинского народа. — М., 1957
- Низами «Семь красавиц» (Перевод Рюрика Ивнева с фарси). — Баку, 1947
  - Баку: Издательство Академии наук Азербайджанской ССР, 1959. — 396 с.

### Роли в кино
- «Великое зарево», 1938 — Керенский